# Aspidopterys cordata
Aspidopterys cordata là một loài thực vật có hoa trong họ Malpighiaceae. Loài này được (B.Heyne ex Wall.) A.Juss. mô tả khoa học đầu tiên năm 1840.

## Hình ảnh

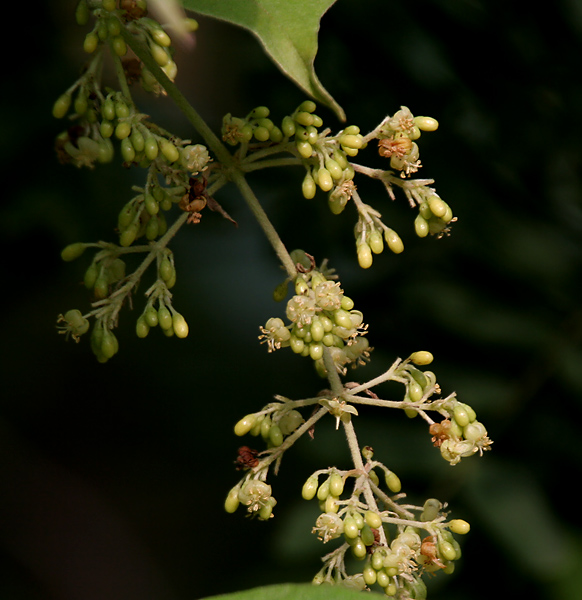
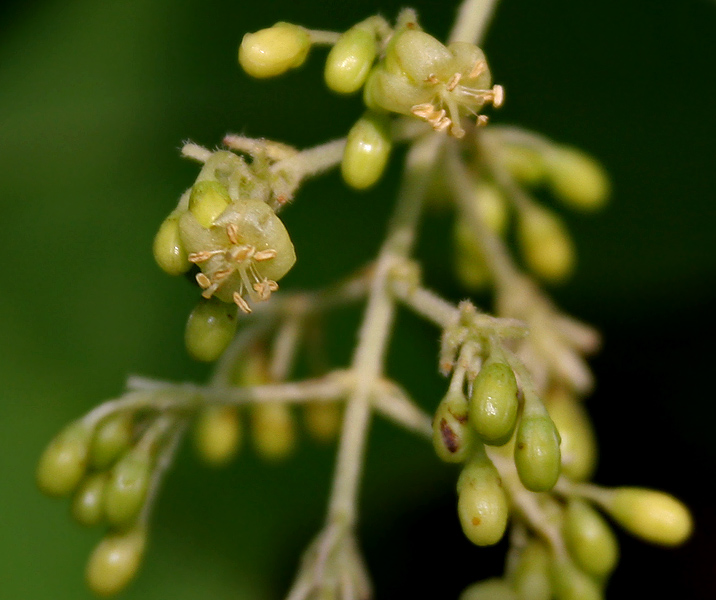
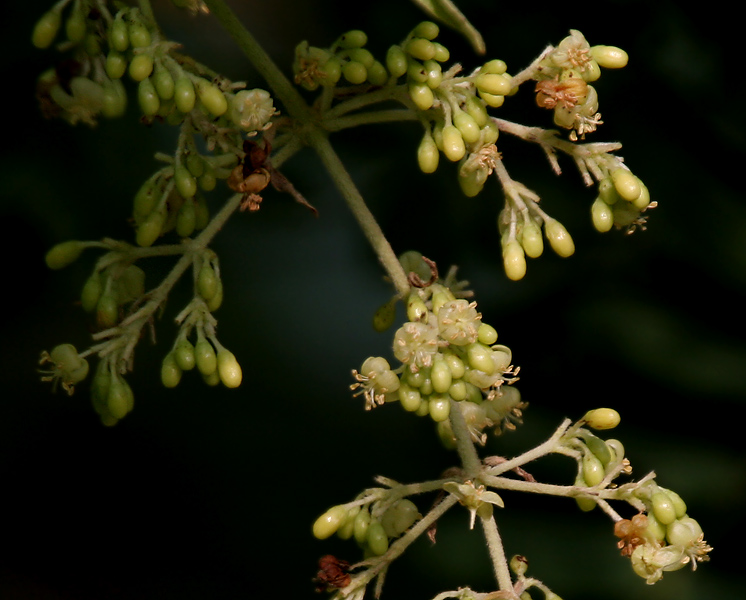